# موریچ ۷۴۵

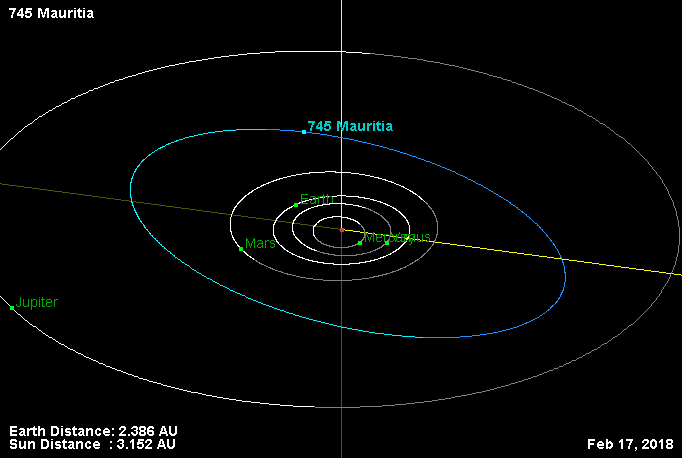
نمایی از محل قرارگیری سیارک موریچ ۷۴۵ در مدار – ۲۰۱۸

سیارک ۷۴۵ (به انگلیسی: 745 Mauritia، نامگذاری:1913QX) هفتصد و چهل و پنجمین سیارک کشف شده‌است که در ۱ مارس ۱۹۱۳ و در هایدلبرگ کشف شد.
قدر مطلق سیارک برابر ۱۰٫۳۰ است.